# Chelonus immaculatus
Chelonus immaculatus är en stekelart som beskrevs av Cameron 1905. Chelonus immaculatus ingår i släktet Chelonus och familjen bracksteklar. Inga underarter finns listade i Catalogue of Life.